# بتی امان
بتی امان (انگلیسی: Betty Amann؛ ۱۰ مارس ۱۹۰۵ – ۳ اوت ۱۹۹۰) هنرپیشه اهل ایالات متحده آمریکا بود.